# Hamburg-Neuallermöhe
Neuallermöhe ist ein Hamburger Stadtteil im Bezirk Bergedorf, der zum 1. Januar 2011 neu gebildet wurde. Dadurch wurden die Siedlungen Neuallermöhe-West, bisher Teil von Allermöhe, und Neuallermöhe-Ost, bislang Teil von Bergedorf, administrativ vereint.

## Geografie
Im Norden wird Neuallermöhe begrenzt durch die Berlin-Hamburger Bahn, im Süden durch die Autobahn A 25. Westlich schließt der Hauptentwässerungsgraben Allermöhe den Stadtteil ab, im Osten der Nettelnburger Landweg. Historisch gehört Neuallermöhe zu den Vier- und Marschlanden, trotz seiner heute vorwiegend städtisch geprägten Struktur.

## Geschichte
Neuallermöhe-Ost wurde in den Jahren 1983 bis 1996 errichtet, Neuallermöhe-West seit den 1990er Jahren. Damit war Neuallermöhe bis zum Beginn der Bauarbeiten an der HafenCity Hamburgs jüngster Stadtteil. Am 2. Januar 2011 wurde die Stadtteilwerdung gefeiert.
In den 1920er Jahren sah der damalige Oberbaudirektor Fritz Schumacher – im Rahmen seines Konzeptes „organischer“ Entwicklungs-Achsen entlang der Hamburger Fernverkehrswege – erstmals eine große Siedlung namens Billwerder-Allermöhe an der Eisenbahnstrecke nach Bergedorf und Berlin vor. 1973 konkretisierte man die Planung: Der Hamburger Senat verabschiedete eine Änderung des Flächennutzungsplans, die die rechtliche Grundlage für eine neue Siedlung mit etwa 70.000 Einwohnern samt Gewerbe- und Freizeitflächen auf 1.325 Hektar schuf.

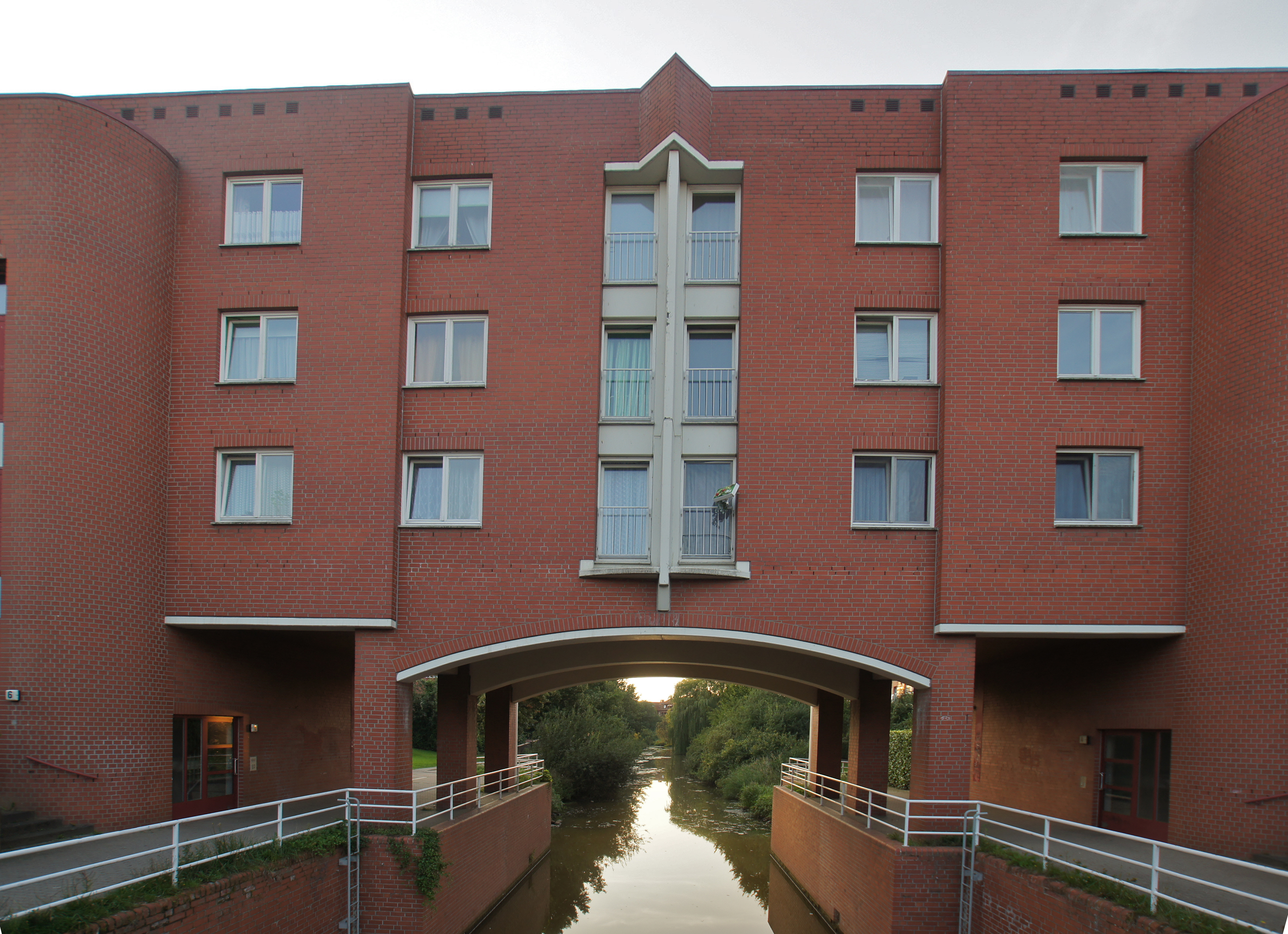
Mehrfamilienhaus über dem Allermöher Bahnfleet

Im Jahr 1979 begann die Planungsarbeit für das 123 Hektar große Quartier Neu-Allermöhe Ost. Mit eingängigen Schlagworten wie „Wohnen am Wasser“ und „ökologisches Bauen“ und einer niedrigen vorgesehenen Wohndichte strebte man eine besondere Wohnqualität für junge Familien der ökologisch orientierten Mittelschicht an, denn die Metropole Hamburg sah sich angesichts der zunehmenden Stadtflucht als Verlierer. In den Jahren von 1982 bis 1994 wurden ca. 3800 Wohneinheiten auf einer Fläche von 123 ha neu errichtet. Die hamburgische Umweltbehörde und das Bundesbauministerium förderten den Betrieb einer siedlungseigenen Pflanzenkläranlage.
Ende der 1980er Jahre kam es zu einer Verknappung von preiswertem Wohnraum in Hamburg, auch angesichts der Wiedervereinigung Deutschlands und einer boomenden Zuwanderung aus vielen Ländern. Um die Lage zu entschärfen, beschloss der Senat im Oktober 1989, die Weiterentwicklung von Neu-Allermöhe erneut aufzunehmen. Der für das Projekt Neu-Allermöhe West zu erschließende Bereich von 340 Hektar befand sich bereits im Eigentum der Stadt; das Gebiet wurde mit Sand um zwei Meter aufgehöht.
Um die weitere Zersiedelung Hamburgs zu vermeiden und ohne zum Betonsiedlungsbau der 1970er zurückzukehren, wurde vorsichtig eine Verdichtung der Bausubstanz versucht. Die Bebauung in dem neuen Wohnquartier ist maximal viergeschossig und wirkt um die neue S-Bahn-Station herum fast schon urban. Neu-Allermöhe West wurde als „Hamburgs jüngster Stadtteil“ beworben und war seinerzeit das größte Wohnbauvorhaben Hamburgs und eines der größten in Deutschland.

## Statistik
(Quelle: )
- Anteil der unter 18-Jährigen: 22,1 % [Hamburger Durchschnitt: 16,8 % (2023)]
- Anteil der über 64-Jährigen: 13,3 % [Hamburger Durchschnitt: 17,8 % (2023)]
- Ausländeranteil: 19,9 % [Hamburger Durchschnitt: 20,7 % (2023)]
- Arbeitslosenquote: 6,4 % [Hamburger Durchschnitt: 6,2 % (2023)]

Das durchschnittliche Einkommen je Steuerpflichtigen betrug 2020 in Neuallermöhe 34.232 Euro jährlich, der Hamburger Gesamtdurchschnitt lag bei 48.035 Euro.

## Politik
Für die Wahl zur Hamburgischen Bürgerschaft gehört Neuallermöhe zum Wahlkreis Bergedorf. Die Bürgerschaftswahl 2025 führte zu folgendem Ergebnis:
| Bürgerschaftswahl | SPD    | AfD    | CDU    | Linke  | Grüne 1) | FDP    | Übrige |
| ----------------- | ------ | ------ | ------ | ------ | -------- | ------ | ------ |
| 2025              | 32,3 % | 21,0 % | 16,8 % | 10,6 % | 09,9 %   | 01,2 % | 08,2 % |
| 2020              | 40,9 % | 11,8 % | 10,4 % | 09,3 % | 16,6 %   | 02,9 % | 07,6 % |
| 2015              | 51,7 % | 09,4 % | 12,4 % | 11,1 % | 07,1 %   | 02,8 % | 05,5 % |
| 2011              | 54,8 % | –      | 18,4 % | 09,2 % | 07,9 %   | 02,9 % | 06,6 % |

Für die Bundestagswahl gehört Neuallermöhe zum Wahlkreis Hamburg-Bergedorf – Harburg. Bei den Bezirksversammlungswahlen bildet der Stadtteil den gleichnamigen Wahlkreis Neuallermöhe.

## Kultur und Sehenswürdigkeiten

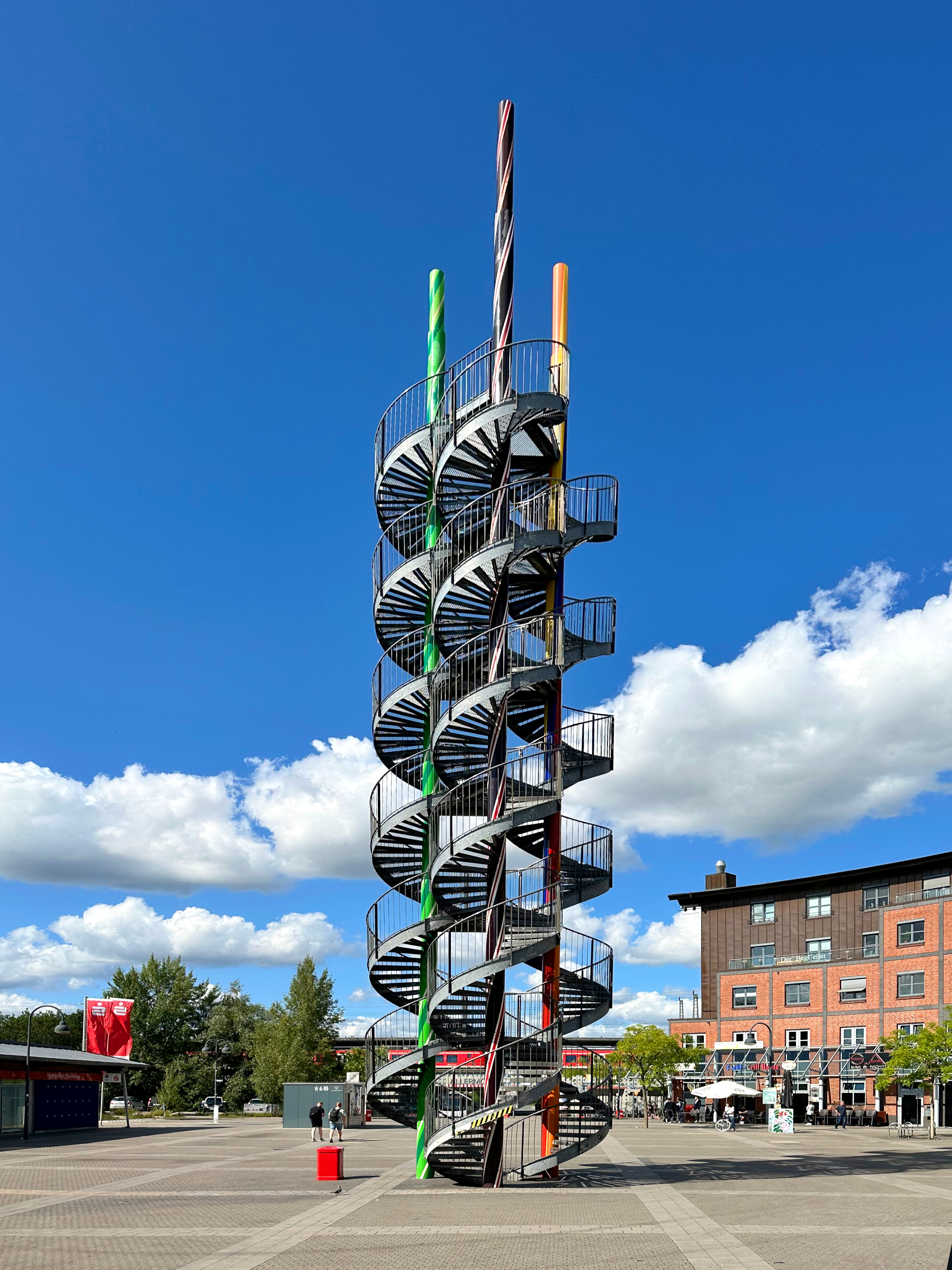
Aussichtsturm „Zuckerstangen“

### Bauwerke
- Katholische Edith-Stein-Kirche mit Pfarrzentrum, erbaut 1991/92
- Im Ostteil von Neu-Allermöhe steht die evangelisch-lutherische „Franz-von-Assisi-Kirche“. Sie wurde 1993 eingeweiht und ist Hamburgs jüngster Kirchenbau.
- Auf dem Fleetplatz steht seit 2004 der 25 Meter hohe Aussichtsturm „Zuckerstangen“, eine Skulptur mit 18 Meter hoch liegender Aussichtsplattform von Künstler Michael Dörner und Architekt Christoph Fischer.[7]

### Sport und Freizeit
Zwischen Neu-Allermöhe West und Ost liegt der Allermöher See (Badesee) und westlich von Neu-Allermöhe West noch ein weiterer Badesee, der in eine Parklandschaft eingefasst ist. Sportanlagen gibt es in Neu-Allermöhe Ost und seit 1997 in Neu-Allermöhe West. In den Fleeten kann mit dem Kanu und Kajak gefahren werden.
In Allermöhe ist der Sportverein Nettelnburg/Allermöhe beheimatet, der eine der größten Jugendfußballabteilungen Norddeutschlands besitzt.

### Entwässerungssystem – die „Fleete“

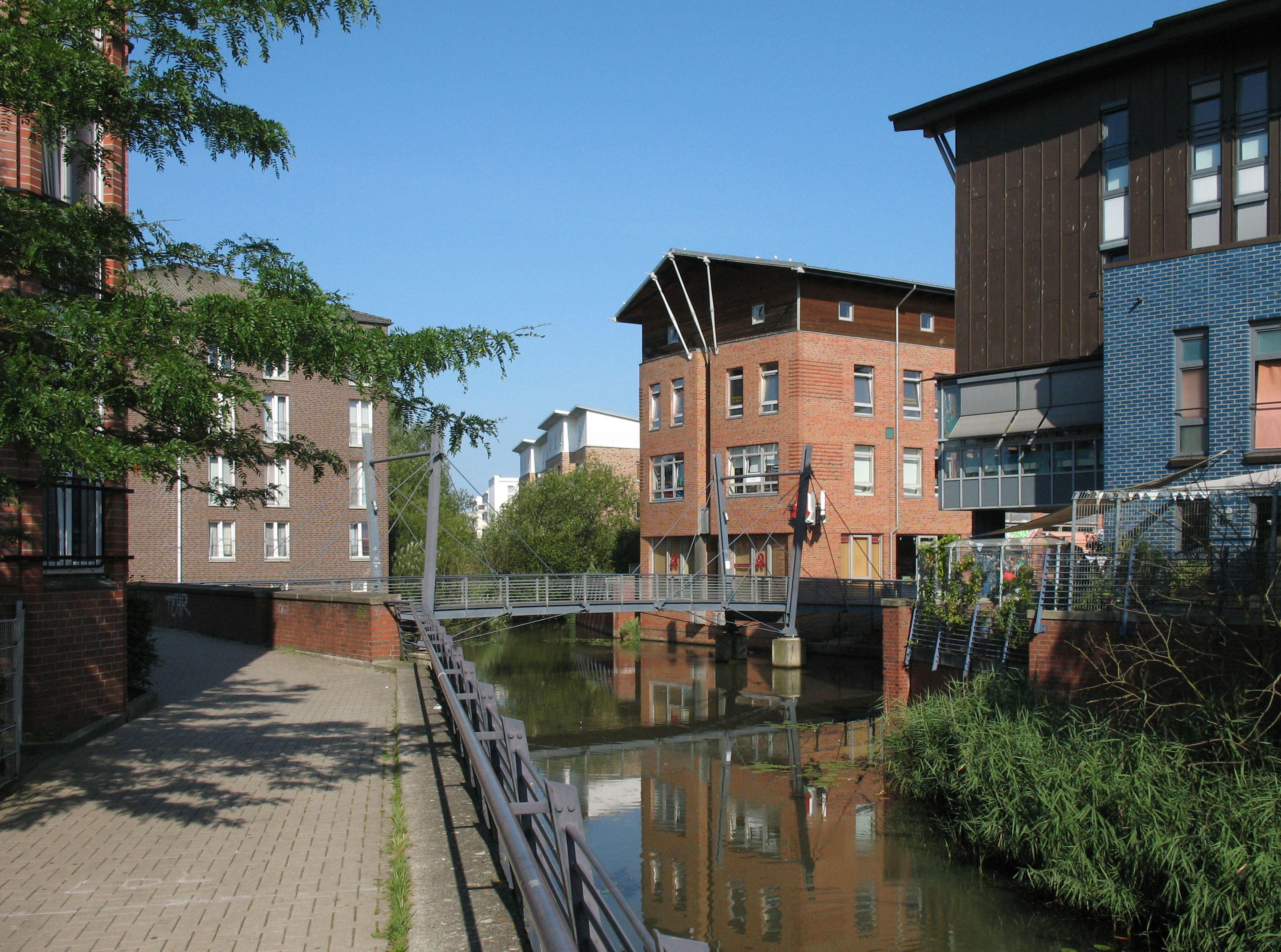
Bahnfleet (nahe Fleetplatz)

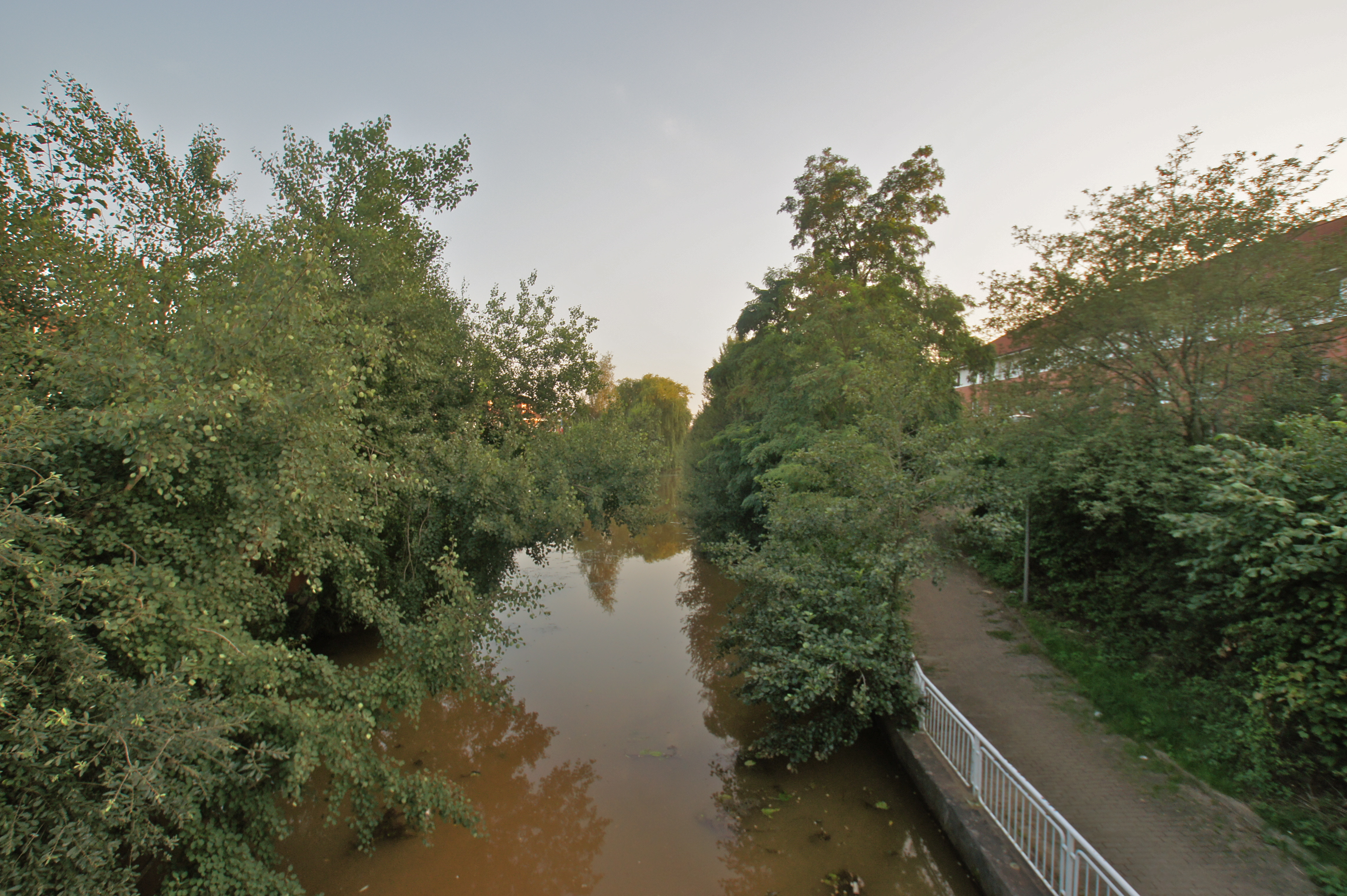
Annenfleet

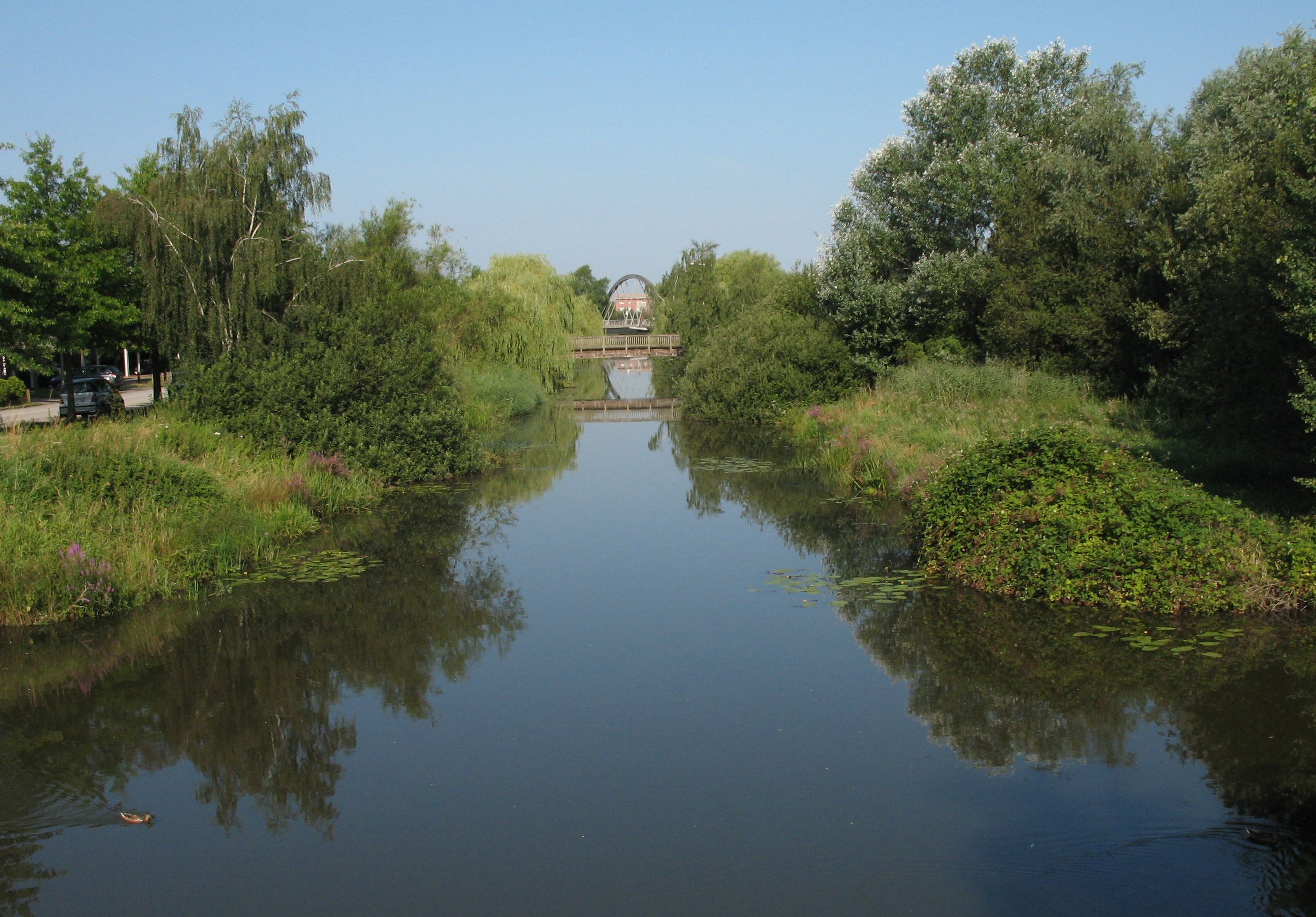
Fährbuernfleet

Anstelle der marschtypischen Entwässerungsgräben wurde im aufgeschütteten Gebiet von Neu-Allermöhe ein System größerer Entwässerungskanäle geschaffen. Sie werden – in Anlehnung an die Fließgewässer im Mündungsgebiet der Flüsse Alster und Bille in der Hamburger Altstadt – im offiziellen Sprachgebrauch als Fleete bezeichnet. Da es sich jedoch um stehende Gewässer handelt, trifft diese Bezeichnung nicht zu. Die Allermöher „Fleete“ entstanden zudem lange nach der Eindeichung des Gebietes.
Das Allermöher Fleetsystem beginnt an einem „Spüleinlass“ an der Dove Elbe und schließt die Wohngebiete Neu-Allermöhes ein, bevor es am Schöpfwerk Allermöhe wieder auf die Dove Elbe trifft. Sein Einzugsgebiet wird im Norden durch den Bahndamm, im Osten durch den Schleusengraben, im Süden durch die Autobahn A 25 und im Westen durch den Pumpwerksgraben begrenzt. Es wird durch Niederschlag und von der Dove Elbe gespeist. Insgesamt befindet sich im Fleetsystem eine Wassermenge von ca. 177.500 m³.
Neu-Allermöhe West wird durch vier in Nord-Süd-Richtung verlaufende, im Durchschnitt zwei Meter breite Nebenfleete (Enten-, Kiebitz-, Reiher- und Schwanenfleet) strukturell eingeteilt; zwei acht Meter breite Hauptfleete (Fährbuernfleet und Allermöher Bahnfleet) schließen an das offene Entwässerungssystem an, das Neu-Allermöhe Ost und Teile von Nettelnburg bedient.
Dazu gesellen sich noch das Mövenfleet, Allermöher Randfleet, Allermöher Hauptfleet, Annenfleet und das Landscheidefleet. Der Bereich der Fleete wurde 1990 zur Parkanlage erklärt. An ihren Ufern entstanden öffentliche Einrichtungen wie Schulen und Kindertagesheime; aber auch vierstöckige Wohngebäude wurden zugelassen, um „möglichst viele Bewohner in den Genuss einer bevorzugten Wohnlage“ (Begründung zum Bebauungsplan) zu bringen.

#### Die Spülung der Fleete
Das Fleetsystem ist grundsätzlich geschlossen. Über ein System von 16 Stau-Bauwerken, die über ein Computersystem gesteuert werden, werden die Fleete an fünf Tagen der Woche mit Wasser aus der Dove Elbe „gespült“. Auf diese Weise wird das Wasser in jedem Fleetabschnitt einmal pro Woche ausgetauscht.
Das Wasser wird der Dove Elbe an einem „Spüleinlass“ entnommen und am Schöpfwerk wieder eingeleitet, dabei werden Müll und natürliches Treibgut ausgefiltert. Die Strömung reichert das Wasser mit für Pflanzen und Tiere lebensnotwendigem Sauerstoff an und beugt einer durch organische Zersetzungsvorgänge und Einleitungen von Straßenabwässern bedingten Eutrophierung vor.

Außerdem verhindert das Fließen, dass das im Grundwasser vorkommende Eisen sich im Fleetsystem sammelt. Durch den Sauerstoff-Eintrag wird das zweiwertige, gelöste Eisen zu dreiwertigem Eisen oxidiert, das in Form hydroxidischer und oxidischer Verbindungen ausfällt. Diese Eisenausfällungen werden durch das Fließen abtransportiert. Periodische, von Eisenbakterien verursachte Verockerungen, die sich im Frühjahr und Herbst bei Wassertemperaturen von ca. 8 °C als starke Gelbfärbung des Wassers zeigen, werden durch regelmäßige Spülung beseitigt.
Die Spülung der Fleete wird durch 16 Stau-Bauwerke geregelt und das nötige Spülwasser (eine Durchflussmenge von ca. 3 m³/s) der Dove Elbe entnommen. Am Spüleinlass fällt das Wasser von ca. 0,95 m ü. NHN (dem mittleren Wasserstand der Dove Elbe) durch einen mechanischen Rechen zur Rückhaltung von größeren Schwimmstoffen, dann fließt es in das Fleetsystem hinein. Das gespülte Wasser, Regenwasser eine mittlere Fördermenge von 9 Millionen m³/a am Schöpfwerk wieder in der Dove Elbe einfließt.
Da die Fleete keine eindeutig definierten Fließwege haben, können alle Fließbewegungen durch die Stau-Bauwerke definiert werden. Nützlich ist das nicht nur für die Spülung, sondern auch um die Regenwasser-Speicherkapazität des Fleetsystems zu steigern; bei starken Regenereignissen kann das Fleetsystem die Rolle eines Rückhaltebeckens übernehmen. Stau-Bauwerke 1–14 haben, wenn hochgeklappt, eine Höhe von 0,4 m unter NHN. Die unbeweglichen 15 und 16 sind aber nur 0,75 m unter NHN hoch. Dies ermöglicht, dass überschüssiges Wasser jederzeit aus dem Fleetsystem strömen kann. Durchgeführt wird die Spülung von einem Computersystem, das kontrolliert, wenn Stau-Bauwerke 1–14 hoch- und hinuntergeklappt werden.
Montags bis freitags erfolgen die Spülungen, mit einem jeweils verschiedenen Spülweg für jeden Tag; dies gewährleistet, dass jedes Fleet wöchentlich gesäubert wird. An einem normalen Wochentag klappen sich um 7:00 Uhr alle Staubauwerke hoch. Währenddessen wird der Spüleinlass geöffnet, wodurch das Wasser bis zu den Stau-Bauwerken 3, 4, 5, 6, und 7 in das Fleetsystem hineinfließt. Dabei bleibt es bis 9:30 Uhr, um dem Wasser Zeit zum Aufstauen zu geben und die notwendige Geschwindigkeit – ca. 0,83–1,38 m/s – für die Spülung zu erzeugen. In dieser Zeit steigt das Wasser im gestauten Bereich bis maximal 0,4 m unter NHN. Um 9:30 Uhr werden einige Stau-Bauwerke hinuntergefahren (der genaue Spülweg ist, wie schon erwähnt, an jedem Wochentag verschieden) und das Wasser nimmt seinen Lauf durch das Fleetsystem. Auf dem Spülweg kommt der Wasserstand nur selten über 0,5 m unter NHN. Um 13:00 Uhr öffnen sich schließlich alle Stau-Bauwerke, und das Wasser beginnt aus dem Schöpfwerk Allermöhe zurück in die Dove Elbe zu strömen.
Bei starkem Niederschlag kann der Wasserstand über 0,3 m unter NHN steigen und das Wasser über die 10 cm niedrigeren Stau-Bauwerke fließen. Überschüssiges Wasser läuft dann durch das Schöpfwerk Allermöhe zur Dove Elbe ab, der Wasseraustausch erfolgt also von selbst. Wegen des verringerten Sauerstoffverbrauchs der Wasserpflanzen und -tiere im Winter, und da die Spülung relativ kostspielig ist, kann sie in der Zeit zwischen Anfang Dezember und Ende Februar sogar ganz entfallen.

#### Das Mähen an den Böschungen der Fleete
Durch Vereinbarung mit dem damaligen Gartenbauamt ist das Wasserwirtschaftsamt bis heute für die Unterhaltung der Fleete nur im Wasser selbst und am Rand bis zu 2 m von dem normalen Wasserstand (0,7 m unter NHN) zuständig. Seit 2001 wird der Pflanzenbewuchs in diesem Bereich grundsätzlich nicht gemäht.
Außerhalb der unmittelbaren Nähe zum Wasser ist das Revier 3 der Bergedorfer Garten- und Tiefbauabteilung für die Pflege zuständig. In grasigen Bereichen an der Böschung wird zweimal im Jahr (Anfang Juni und Mitte bis Ende August) mit dem Schlägelmulcher gemäht; abgemähtes Gras bleibt an Ort und Stelle liegen.
Um Gehwege freizuhalten, wird ihr Randstreifen von April bis Oktober bis zu sechs Mal gemäht.

## Wirtschaft und Infrastruktur

### Wirtschaft
Der Einzelhandel ist im Stadtteil in drei Nahversorgungszentren vertreten: Fleetplatz, Edith-Stein-Platz und Grachtenplatz.

### Verkehr
Auf der Südgrenze von Neuallermöhe führt die sogenannte Marschen-Autobahn, die Bundesautobahn 25 entlang. Mit den Anschlussstellen Hamburg-Neuallermöhe-West sowie Hamburg-Nettelnburg an der A 25 hat Neuallermöhe Anschluss an das Fernstraßennetz.
Allermöhe lag seit 1842 an der Hamburg-Bergedorfer Eisenbahn, die 1846 nach Berlin erweitert wurde. Die Strecke bildet die Nordgrenze zu den Stadtteilen Billwerder und Bergedorf. Auf den an der Nordseite dieser Strecke liegenden Gleise verkehrt die Hamburger S-Bahn. Die Haltepunkte Allermöhe (besteht seit 30. Mai 1999) und Nettelnburg der Hamburger S-Bahn werden von der Linie S2 angefahren, die den Stadtteil tagsüber im 10-Minuten-Takt mit Hamburg Hbf und Bergedorf verbindet.
Den Verkehr mit Omnibussen besorgt die VHH innerhalb des Hamburger Verkehrsverbundes (HVV) mit Buslinien, die hauptsächlich auf den Bahnhof Bergedorf ausgerichtet sind. Dazu gehören auch die Nachtbuslinien 329 und 629 von Bergedorf sowie die Linie 529, die auf den Schülerverkehr ausgerichtet ist.
Innerhalb der Neubaugebiete ist es weitgehend möglich, sich fast vollständig ohne Kontakt zu Straßen nur auf Fuß- und Radwegen zu bewegen. Der Stadtteil Neu-Allermöhe-Ost besteht in seiner Grundstruktur aus zwei Ringstraßen, dem Henriette-Herz-Ring und dem Fanny-Lewald-Ring, von denen dann alle weiteren Zuwegungen abzweigen. Das Wohnquartier Neu-Allermöhe West ist lediglich an zwei Stellen mit dem übrigen Straßennetz verbunden: an der Autobahn-Anschlussstelle Neu-Allermöhe-West (Ausfahrt 3) im Süden sowie an der Straße über das Wohngebiet Neu-Allermöhe Ost nach Nettelnburg im Nordosten.

### Bildung und Wissenschaft
Grundschulen:
- Anton-Ree-Schule Allermöhe (ARSA), benannt nach dem Reformpädagogen Anton Rée
- Adolph-Diesterweg-Schule, benannt nach dem Pädagogen Adolph Diesterweg
- Clara-Grunwald-Schule (CGS), benannt nach der Pädagogin Clara Grunwald

Weiterführende Schulen:
- Gretel-Bergmann-Schule (Stadtteilschule), benannt nach der Leichtathletin Gretel Bergmann
- Gymnasium Allermöhe